# 법정지법
법정지법(법정지-법, 法庭地法, 라틴어 lex fori)은 소송이 계속된 법원이 소재한 곳(국가)의 법·법률을 뜻한다. 소송은 국가권력에 기한 사법행위이므로 소송은 재판하는 나라의 법인 법정지법의 지배를 받는 것이 원칙이다. “절차는 법정지법에 따른다”는 것은 국제사법의 원칙이고, 이는 몇몇 나라에서 명문으로 규정하고 있으나 규정을 두지 않은 나라가 많다. 그러한 경우에도 불문의 원칙으로서 적용된다. 만약 법정지의 절차법에 직접 규정되지 않고 실체법 규정에 맡기고 있는 경우에는 그 실체법 규정을 적용하기 위해서는 국제사법의 규정에 따라 적용 여부를 판단하여야 한다. 그러므로, 이러한 과정을 거치면 결국 외국의 법이 절차에 관하여 적용되는 경우도 있을 수 있다.       
대한민국의 법원에서 심리되는 민사 사건은 당사자가 외국인이든, 소송물의 내용이 무엇이든, 준거법이 외국법이든 막론하고 대한민국의 민사소송법의 규율을 받게 된다. (대법원 1988.12.13.선고 87다카1122판결) 외국적 요소가 있는 계약을 체결한 당사자에 대한 회생절차가 개시된 경우, 그 계약이 쌍방미이행 쌍무계약에 해당하여 관리인이 이행 또는 해제·해지를 선택할 수 있는지 여부, 그리고 계약의 해제·해지로 인하여 발생한 손해배상채권이 회생채권인지 여부는 도산법정지법(倒産法廷地法)인 채무자회생법에 따라 판단되어야 하지만, 그 계약의 해제·해지로 인한 손해배상의 범위에 관한 문제는 계약 자체의 효력과 관련된 실체법적 사항으로서 도산전형적인 법률효과에 해당하지 아니하므로 국제사법에 따라 정해지는 계약의 준거법이 적용된다. (대법원 2015. 5. 28. 선고 2012다104526,104533 판결)

## 참고 문헌
- 류승훈, 로스쿨 신민사소송법 (2010년) 101쪽
- 이시윤, 신민사소송법 (2011년, 제6판) 41쪽

- 김현, 2016.10.13. 쉬핑뉴스넷, [판례평석] 절차는 법정지법에 따라야